# Claoxylon gymnadenum
Claoxylon gymnadenum är en törelväxtart som beskrevs av Airy Shaw. Claoxylon gymnadenum ingår i släktet Claoxylon och familjen törelväxter. Inga underarter finns listade i Catalogue of Life.